# Скуола Серај (Венеција)
Скуола Серај је насеље у Италији у округу Венеција, региону Венето.
Према процени из 2011. у насељу је живело 42 становника. Насеље се налази на надморској висини од -2 м.